# Battaglia fluviale di Casalmaggiore
La battaglia fluviale di Casalmaggiore è un fatto d'arme che ebbe luogo sul Po presso l'isola di Fossacaprara, vicino a Casalmaggiore, fra la flotta della Repubblica Ambrosiana rinforzata dai suoi alleati parmensi e la flotta della Repubblica di Venezia.

## Storia

### Antefatti
Alla morte senza eredi di Filippo Maria Visconti, avvenuta nell'agosto del 1447, alcuni nobili milanesi supportati dal popolo proclamarono l'Repubblica Ambrosiana. In quel momento, a capo delle truppe milanesi, si trovava Francesco Sforza, capitano di ventura di lungo corso. Il vuoto di potere conseguente alla crisi dinastica viscontea, indusse la repubblica di Venezia a tentare il colpo di mano per impadronirsi di Lodi e Piacenza.
Il 16 novembre 1447 Francesco Sforza riuscì a sottrarre Piacenza ai veneziani dopo un mese e mezzo di assedio dopodiché entrambi si ritirarono nei rispettivi quartieri invernali, i milanesi presso Cremona e i veneziani oltre l'Oglio.
Nei primi mesi del 1448 i veneziani tornarono ad effettuare scorrerie via terra e lungo il fiume in territorio ambrosiano, arrivando fin sotto le mura di Cremona e devastando le campagne circostanti. Francesco Sforza per assicurarsi i rifornimenti che giungevano da Piacenza e da Parma, ordinò di fortificare il ponte in legno costruito sul Po su ciascun lato, ponendovi a difesa alcune grosse bombarde. Inviò poi messi ad Orlando Pallavicino, che era proprietario di diversi castelli vicini al fiume, affinché fosse preparato ad eventuali attacchi veneziani ed esortò la Repubblica Ambrosiana ad avviare la costruzione di nuove navi presso Pavia da utilizzarsi per la campagna militare che sarebbe iniziata in primavera. La Repubblica tuttavia mal sopportava il crescente potere dello Sforza e iniziò a trattar la pace con i veneziani inviando oratori a Bergamo. Come se non bastasse i Piccinino tradirono lo Sforza liberando Gherardo Dandolo che era stato governatore di Piacenza e la condotta di Carlo Gonzaga non venne rinnovata. Quando il condottiero lo venne a sapere inviò i suoi oratori Teodoro Bossi e Giorgio Lampugnani a Milano affinché convincessero il popolo a proseguire la guerra, dal momento che i veneziani avevano già in passato dimostrato di essere infidi e poiché finché avessero tenuto capisaldi fondamentali come Lodi e Crema la Repubblica Ambrosiana non sarebbe mai stata al sicuro. I due oratori si conquistarono il favore della maggior parte degli abitanti del sestiere di Porta Comasina e quando fu indetto il Consiglio dei Novecento riuscirono a far mutar parere al popolo che inizialmente era contrario allo Sforza.
Nella primavera del 1448 lo Sforza radunò l'esercito tra Pizzighettone, Crema e Castiglione d'Adda. In pochi giorni catturò Mozzanica, Vailate e Treviglio portandosi poi al ponte di Cassano verso cui, dopo breve tempo, giunse anche Astorre Manfredi con i suoi uomini, venendo da Milano. I veneziani a difesa del ponte e del castello sull'Adda si arresero e si ritirarono a Bergamo e quelli che ancora tenevano Melzo, per non rischiare di essere tagliati fuori, si ritirarono a Lodi. Furono infine catturate Spino d'Adda e Pandino.

### Attacco al ponte di Cremona e assedio di Lodi
Nel frattempo i veneziani, che già dall'autunno precedente avevano predisposto una consistente flotta a Casalmaggiore, guidati da Andrea Querini si erano portati via nave lungo il Po sino al ponte di Cremona e lo stavano battendo a colpi di bombarda per tagliarlo in ogni modo. Dopo diversi giorni di scontri riuscirono a danneggiarlo e alcuni fanti veneziani vi innalzarono persino lo stendardo di San Marco. In assenza dello Sforza fu la moglie Bianca Maria Visconti ad assumere il comando, incitando i soldati a tenere ad ogni costo il ponte e richiamando da Pizzighettone Ruggero dal Gallo con i suoi uomini. Questi riuscì a cacciare i veneziani, danneggiando gravemente diverse navi a colpi di bombarda. Alcuni fanti veneziani sbarcarono presso un'isola nei pressi di Cremona ma furono qui raggiunti e assaltati a sorpresa dalle truppe di Giacomo da Salerno, che era stato lasciato dallo Sforza quale governatore della città. I veneziani tuttavia non si diedero per vinti e dopo aver ritirato le galee fuori dalla portata dell'artiglieria nemica continuarono per giorni a molestare il cremonese con continue incursioni a bordo di navi più piccole.
In tarda primavera lo Sforza, su esortazione della Repubblica Ambrosiana che ormai mostrava un atteggiamento ambiguo nei confronti dei veneziani, marciò malvolentieri (egli intendeva infatti soccorrere Cremona e poi ricacciare i veneziani nel bresciano oltre l'Oglio) su Lodi e pose il campo davanti alla rocca che proteggeva il ponte sull'Adda. Fece poi realizzare un ponte di barche sul fiume ed inviò Bartolomeo Colleoni e Astorre Manfredi ad assediare la città sull'altro lato. Questa mossa diede il tempo ai veneziani di riorganizzarsi e fu segretamente caldeggiata dai Piccinino che esortavano i guelfi lodigiani fedeli ai veneziani ad impegnare continuamente gli sforzeschi effettuando continue sortite fuori dalla città così da evitare che prestassero soccorso a Cremona. Lo Sforza da una parte accettò la richiesta ambrosiana di proseguire l'assedio di Lodi, dall'altra inviò gli uomini al comando di Manno Barile e Roberto Sanseverino per rinforzare le difese di Cremona. Mentre era in corso l'assedio Bartolomeo Colleoni abbandonò il campo e passò al soldo dei veneziani; fu presto sostituito con Guglielmo VIII del Monferrato che si era a sua volta appena sciolto dal servizio ai veneziani. Nei primi giorni di giugno l'esercito veneziano guidato da Micheletto Attendolo assaltò con successo Mozzanica, catturandola e saccheggiandola. Lo Sforza avvertì i milanesi del pericolo e gli fu concesso di abbandonare l'assedio di Lodi per provvedere alla difesa di Cremona.

### Battaglia fluviale
Francesco Sforza prima di marciare alla volta di Cremona raccolse quanti più uomini possibili e presto il suo esercito fu accresciuto dall'arrivo delle condotte di Carlo Gonzaga, Guglielmo VIII del Monferrato e Cristoforo Torelli ma non di Astorre Manfredi che ritornò a Faenza per insediarvisi come signore dal momento che il 20 giugno era morto il fratello Guidantonio. Dopo tre giorni di marcia per il lodigiano e il cremasco, l'esercito milanese si accampò presso Porta Mosa posta nel lato sud-est delle mura di Cremona.
Il grosso dell'esercito veneziano si era invece accampato presso la foce dell'Oglio, tra Suzzara e Casalmaggiore. La flotta veneziana invece era attraccata presso le rive ghiaiose dell'isola di Fossacaprara, tre miglia a sud di Casalmaggiore, nello stesso luogo dove due anni prima aveva subito una pesante sconfitta sempre da parte dei milanesi. A nord l'isola era definita da uno stretto ramo secondario del Po su cui i veneziani avevano costruito uno steccato in legno in modo che vi potesse passare solo una nave per volta e il passaggio poteva eventualmente essere chiuso da una pesante catena. Si deliberò di porre il campo a Casalmaggiore e la flotta all'imbocco del ramo secondario del Po. I Piccinino però cercavano di persuadere il conte ad abbandonare l'impresa adducendo che non avevano denaro per proseguire per cui questi diede loro un castello nelle vicinanze affinché si potessero rifornire togliendogli ogni pretesto. Giunto a Casalmaggiore, lo Sforza fece piantare due bombarde su ciascun lato del castello poi fece salire gli uomini dei Rossi di Parma sulle navi giunte da Pavia che, comandate dall'abile Biagio Assereto si portarono sino all'imboccatura del ramo. 
 dopo aver imbarcato robusti contingenti parmensi comandati da Pier Maria II de' Rossi, conte di San Secondo e Berceto e amico personale di Francesco, fece vela verso il nemico. Nel frattempo le spie sforzesche informarono il condottiero che l'esercito veneziano dell'Attendolo si era accampato presso San Giovanni in Croce, sette miglia a nord dell'accampamento milanese.
Il comandante veneziano, Andrea Querini, non volle ingaggiare battaglia arretrando le proprie posizioni sino ad attestarsi presso l'isola di Fossacaprara, proteggendosi sulla destra con la terraferma e con il borgo fortificato di Casalmaggiore e a sinistra con l'isola, munendo di palizzate e catene l'imbocco del braccio di fiume fra isola e terraferma e ritenendosi così al sicuro da ogni attacco nemico. Nonostante la superiorità in uomini e naviglio e la posizione estremamente favorevole in cui si era fortificata la flotta veneziana, Francesco Sforza ordinò in seguito ad un consiglio di guerra e ì contro il parere di molti dei suoi capitani, all'Assereto e al Rossi di attaccare il nemico.
Il 15 luglio l'Assereto e gli Eustachi occuparono con parte delle sue navi lo sbocco inferiore del canale, mentre Pier Maria Rossi, su ordine dello Sforza, si mosse da Sacca di Colorno dove stazionava e con il favore delle tenebre piazzò a terra l'artiglieria per cannoneggiare dalla sponda cremonese il nemico fortificato.
Il 16 luglio le bombarde colpirono senza sosta le navi veneziane determinando gravi danni agli alberi e agli scafi, senza che queste, imbottigliate nel canale, riuscissero in alcun modo a tentare una sortita, né contro le navi avversarie, né contro le ben protette postazioni di artiglieria. Successivamente l'Assereto e gli Eustachi avanzarono controcorrente con due galeoni ben armati e pieni di balestrieri e attaccarono le prime navi veneziani che incontrarono. Il Querini, non avendo via di fuga ed essendo attaccato su un lato dai milanesi, si impaurì e iniziò a mandare segnali di fumo all'esercito veneziano per avvertirlo del pericolo in cui si trovava la flotta.
Bloccato nella fuga dalle navi disalberate il Querini tentò una sortita nella notte ma i due galeoni che erano usciti dalla palizzata vennero bersagliati dalle navi di Pier Maria II de' Rossi che, con i suoi uomini riuscì a togliere ai veneziani il controllo di due bastioni che difendevano la palizzata, preparandosi all'assalto finale il giorno seguente. Vista la situazione disperata, il Querini diede fuoco ai galeoni disalberati inutilizzabili, mollandone gli ormeggi e mandandoli contro le navi di Biagio Assereto che nel frattempo continuavano a bloccare la via di fuga lungo il canale, nella speranza di appiccare così il fuoco alla flotta nemica. L'Assereto riuscì ad evitare la minaccia ma non poté impedire che il Querini con sette galeoni rimanenti riuscisse a fuggire a valle e a far ritorno a Venezia.
Il 17 luglio lo Sforza marciò contro l'esercito dell'Attendolo ma la mancanza di disciplina portò molti soldati a rompere i ranghi per saccheggiare i galeoni veneziani rimasti sino a quel momento intatti. Lo Sforza minacciò la pena capitale per i disobbedienti e alla fine fu costretto ad ordinare che venissero incendiate tutte le navi veneziane catturate per distogliere i soldati dal sacco.

### Conseguenze
I veneziani nello scontro persero più di metà della flotta e tutte le salmerie mentre i milanesi persero solo tre galeoni. Rossi tornò con i suoi uomini trionfante a San Secondo. Lo Sforza fu persuaso dai suoi capitani ad abbandonare l'assedio di Casalmaggiore e si portò a Torre de' Picenardi per apprestarsi ad invadere il bresciano. Ancora una volta, tuttavia, la Repubblica Ambrosiana non volle sfruttare la vittoria spogliandolo dell'autorità e ingiungendogli di tornare indietro per conquistare Lodi e Caravaggio affinché si potesse poi stabilire una pace con i veneziani. Il deterioramento dei rapporti tra il condottiero e la Repubblica porterà, dopo la grande vittoria nella battaglia di Caravaggio, agli accordi di Rivoltella del 18 ottobre con cui lo Sforza passerà per qualche tempo sotto lo stendardo di San Marco con il fine di assediare Milano e far cadere il governo repubblicano.

## Curiosità
- La contrada della Dragonda, partecipante al palio delle contrade di San Secondo, deve il suo nome alla scritta apposta sulla polena collocata sulla prua della galea che trasportò Pier Maria II durante la vittoriosa battaglia.[13]